# Ronald Does
Ronald J. M. M. Does (Haarlem, 13 januari 1955) is een Nederlandse wiskundige, bekend van vele bijdragen in de mathematische, medische en industriële statistiek en Lean Six Sigma. Hij schreef zo'n 125 wetenschappelijke artikelen, was (co-)auteur van 13 boeken, schreef 28 columns in het tijdschrift Quality Engineering en schreef nog zo'n 85 meer populair-wetenschappelijke bijdragen. Zijn onderzoek bij de Universiteit van Amsterdam richt zich voornamelijk op regelkaarten, Lean Six Sigma en de integratie van industriële statistiek in de gezondheidszorg en dienstverlening.
Sinds 1991 is hij professor (Industriële Statistiek) aan de Universiteit van Amsterdam en was hij begeleider van 25 promovendi. Vanaf april 2009 werkte hij bij de Amsterdam Business School en daarvoor bij het Korteweg-de Vries Instituut voor de Wiskunde. In 2007 is hij benoemd tot fellow van de American Society for Quality en in 2014 tot fellow van de American Statistical Association. In 2008 ontving hij de William G. Hunter Award en in 2019 zowel de Shewhart Medal van de American Society for Quality als de Box Medal van the European Network for Business and Industrial Statistics. In 2020 werd hem de Nederlands Netwerk voor Kwaliteit Onderscheiding toegekend en in 2021 ontving hij de Lancaster Medal van de American Society for Quality. Hij is de oprichter van het Instituut voor Bedrijfs- en Industriële Statistiek van de Universiteit van Amsterdam en is daar meer dan 25 jaar directeur van geweest. Daarnaast was hij van 2011 tot 2018 ook werkzaam als directeur van het Instituut voor Executive Programmes aan de Universiteit van Amsterdam.
In 2021 werd hij benoemd tot Ridder in de Orde van de Nederlandse Leeuw.

## Boeken
- J. de Mast, R.J.M.M. Does, H. de Koning, B.A. Lameijer & J. Lokkerbol (2022), “Operational Excellence with Lean Six Sigma”, Van Haren Publishing, 's-Hertogenbosch, ISBN 978-94-018-0829-3, 161 pages.
- L.B. Hare (editor-in-chief), R.J.M.M. Does, R.W. Hoerl, S.O. Schall & R.D. Snee (editors) (2021), “Statistical Engineering Handbook”, First edition eBook via www.isea-change.org, 486 pages.
- R.J.M.M. Does, R.W. Hoerl, M. Kulahci & G.G. Vining (editors) (2017), “Søren Bisgaard’s Contributions to Quality Engineering”, ASQ Quality Press, Milwaukee, Wisconsin, ISBN 978-0-87389-956-7, 437 pages.
- J. de Mast, R.J.M.M. Does, H. de Koning & J. Lokkerbol (2016), “Lean Six Sigma for Services and Healthcare”, second edition, Beaumont, Alphen aan den Rijn, ISBN 978-90-79452-00-2, 170 pages.
- R.J.M.M. Does, H. de Koning & J. de Mast (2015), “Lean Six Sigma, stap voor stap.”, fourth edition. Beaumont, Alphen aan den Rijn, ISBN 978-90-79452-02-6, 100 pages.
- R.J.M.M. Does & J. de Mast (2006), “Six Sigma, stap voor stap.”, third edition. Beaumont, Alphen aan den Rijn, ISBN 90-809277-5-9, 72 pages.
- J. de Mast, R.J.M.M. Does & H. de Koning (2006), “Lean Six Sigma for Service and Healthcare”, Beaumont, Alphen aan den Rijn, ISBN 978-90-809277-3-5, 144 pages.
- R.J.M.M. Does, E.R. van den Heuvel, J. de Mast, W.A.J. Schippers, A. Trip & J.E. Wieringa (2001), “Zes Sigma zakelijk verbeterd.” Samsom, Alphen aan den Rijn/Deventer, ISBN 90-140-7668-1, 360 pages.
- R.J.M.M. Does, K.C.B. Roes & A. Trip (1999), “Statistical Process Control in Industry.” Kluwer Academic, Dordrecht, ISBN 0-7923-5570-9, 231 pages.
- R.J.M.M. Does, K.C.B. Roes & A. Trip (1996), “Statistische Procesbeheersing in Bedrijf.” Kluwer Bedrijfswetenschappen, Deventer, ISBN 90-267-2189-7, 263 pages.
- P.J.A. Banens, R.J.M.M. Does, G.B.W. van Dongen, J. Engel, M.M.A. Hasselaar, R.A.J.M. van Lieshout, J. Praagman, B.F. Schriever, A. Trip & H. van der Veen (1994), “Industriële Statistiek en Kwaliteit.” Kluwer Bedrijfswetenschappen, Deventer, ISBN 90-201-2864-7, 432 pages.
- W.C.M. Kallenberg, J. Beirlant, P. van Blokland, J.J. Dik, R.J.M.M. Does, A.J. van Es, R.D. Gill, P.L.J. Janssen, P.J.M. Kallenberg, C.A.J. Klaassen, E. Opperdoes, C. van Putten, B.F. Schriever, M. Vandermaele & C.J. Warmer (1984), “Testing Statistical Hypotheses: Worked Solutions.” CWI Syllabus 3, Centrum voor Wiskunde en Informatica, Amsterdam, ISBN 90-6196280-3, 310 pages.
- R.J.M.M. Does (1982), “Higher Order Asymptotics for Simple Linear Rank Statistics.” Mathematical Centre Tract 151, Mathematisch Centrum, Amsterdam, ISBN 90-6196243-9, 91 pages.